# 고양이 펠릭스

고양이 펠릭스가 웃는 모습.

고양이 펠릭스(영어: Felix the Cat 필릭스 더 캣[*])는 흑백 무성 영화 시절에 만들어진 카툰의 등장 인물이다. 의인화된 검은 고양이의 모습을 하고 있다. "캐릭터성"을 갖춘 세계 최초의 애니메이션 캐릭터이다.
현재 팻 설리반과 오토 메스머 중 누가 먼저 펠릭스를 만들었는지에 대한 분쟁이 이루어지고 있다. 그러다가 드림웍스로부터 펠릭스 판권을 인수하였다.

## 제작
1919년 11월 9일 공개된 파라마운트 픽쳐스의 단편인 《Feline Follies》에 펠릭스의 프로토타입 격인 마스터 톰(Master Tom)이 처음 등장하였다. 해당 작품은 팻 설리반이 보유한 뉴욕의 애니메이션 스튜디오에서 만화가 및 애니메이터인 오토 메스머가 제작하였다. 작품은 성공하였고, 설리반의 스튜디오는 마스터 톰이 등장하는 다른 작품을 만들기로 하고, 《The Musical Mews》을 1919년 11월 16일에 공개하였다.

## 같이 보기
- 킷캣 클락
- 윈저 맥케이